# Cratere Ägröi
Ägröi è un cratere sulla superficie di Callisto.